# 3 Brygada Kadrowa Strzelców
3 Brygada Kadrowa Strzelców (3 BKS) – kadrowa brygada piechoty Polskich Sił Zbrojnych na Zachodzie.

## Historia brygady
3 Brygada Kadrowa Strzelców została sformowana w Obozie Moffat na podstawie rozkazu Naczelnego Wodza z 23 sierpnia 1940 roku. Brygadę podporządkowana była dowódcy I Korpusu. 31 sierpnia 1940 roku generał brygady Władysław Langner objął dowództwo 3 BKS.
31 sierpnia 1940 roku stan brygady wynosił 177 oficerów, 15 podoficerów, 24 szeregowych. W trzeciej dekadzie stycznia 1941 stan ewidencyjny liczył 399 oficerów, 42 podoficerów i 55 szeregowców.
5 września 1940 roku dowódca brygady określił zasady oznaczania korespondencji wysyłanej pocztą „GPO Glasgow Polish Camp nr XXV/...” Dla oznaczenia poszczególnych jednostek brygady należało po cyfrze rzymskiej „XXV” dodać następujące cyfry arabskie:
- 142 – Kwatera Główna (dowództwo, służby),
- 143 – 7 baon kadrowy strzelców,
- 144 – 8 baon kadrowy strzelców,
- 145 – 9 baon kadrowy strzelców,
- 146 – 3 dyon kadrowy artylerii i 3 oddział kadrowy rozpoznawczy[3].

Tego samego dnia przy Well Street został zakwaterowany Posterunek Żandarmerii Moffat.
15 października 1941 roku ze składu brygady ubył 3 pluton kadrowy żandarmerii.

14 listopada 1941 roku zlikwidowany został sąd polowy nr 3, a jego personel przeniesiony do sądu polowego nr 2.

24 listopada 1941 roku 3 bateria artylerii przeciwlotniczej przeniesiona została w całości do Ośrodka Wyszkolenia Artylerii.

25 listopada 1941 roku zlikwidowany został 3 batalion kadrowy czołgów, a oficerowie wcieleni do 3 oddziału rozpoznawczego.

26 listopada 1941 roku sześciu oficerów na czele z płk. dypl. Henrykiem Bagińskim przeniesionych zostało do Centrum Wyszkolenia Służby Etapowej i Poborowej. Jednostkę wizytuje dowódca Brygady Szkolnej, gen. bryg. Janusz Głuchowski.

27 listopada 1941 roku do brygady przydzielonych zostało 69 oficerów z likwidowanej 5 Brygady Kadrowej Strzelców.

10 grudnia 1941 roku 3 dywizjon artylerii lekkiej w pełnym składzie (46 oficerów!) przeniesiony został do Ośrodka Wyszkolenia Artylerii.

17 grudnia 1941 roku 3 kompania saperów (25 oficerów) przeniesiona została do Centrum Wyszkolenia Saperów.

Na podstawie rozkazu dowódcy I Korpusu L.dz. 26900/tjn. 3 Brygada Kadrowa Strzelców z dniem 20 grudnia 1941 roku została przemianowana na I oficerski baon szkolny, który wszedł w skład Brygady Szkolnej.

## Organizacja i obsada personalna 3 BKS
- Kwatera Główna 3 Brygady Kadrowej Strzelców
- 7 batalion kadrowy strzelców – ppłk Stanisław Stankiewicz
- 8 batalion kadrowy strzelców – ppłk Franciszek Targowski
- 9 batalion kadrowy strzelców – ppłk dypl. Alojzy Mazurkiewicz (od 12 IX 1940[6])
- 3 batalion kadrowy czołgów – mjr Stefan Majewski (cz.p.o. od 11 III 1941 – kpt. Bohdan Jeżewski)
- 3 dywizjon artylerii lekkiej – płk Jan Kijowski
- 3 oddział kadrowy rozpoznawczy
- 3 kompania łączności – kpt. Feliks Dzikielewski
- 3 kompania saperów – kpt. Michał Prozwicki
- 3 bateria artylerii przeciwlotniczej – kpt. Zygmunt Charlewski
- 3 kompania przeciwpancerna – mjr Tadeusz Kochanowicz (kpt. Tafelski, od 22 IV 1914 – por. Stanisław Trybulec)
- 3 kompania sanitarna (eks-oddział sanitarny) – mjr lek. Leon Michnowski
- 3 park uzbrojenia
- 3 park intendentury – mjr Tadeusz Sambor (p.o. kmdta od V 1941 – kpt. Michał Prokopowicz)
- 3 park samochodowy
- 3 kolumna samochodowa
- ośrodek zapasowy (kadra)
- 3 pluton kadrowy żandarmerii – por. Leonard Zub-Zdanowicz (od 21 V 1941 – kpt. Jan Huber)
- sąd polowy Nr 3 (od 6 II 1941) – mjr aud. Kamil Zenon Ślizowski
- poczta polowa Nr 75
- kompania gospodarcza – kpt. Wiktor Pieniążek

Ze względu na potrzebę użycia brygady do służby przeciwdesantowej, tworzyła ona oficerski batalion piechoty, w składzie:
- dowództwo baonu z drużyną łączności a. 2 patrole telefoniczne
- oddział rozpoznawczy
- trzy kompanie strzelców a. trzy plutony strzelców + drużyna ckm + drużyna moździerzy
- pluton artylerii polowej
- pluton przeciwpancerny

## Obsada personalna Kwatery Głównej 3 BKS
Dowódcy brygady
- gen. bryg. Władysław Langner (od 31 VIII 1940[7])
- płk dypl. Romuald Wolikowski (28 VII – 17 VIII 1941)
- płk dypl. Witold Wartha (17 VIII – 20 XII 1941)

Zastępcy dowódcy brygady
- płk dypl. Romuald Wolikowski
- płk dypl. Witold Wartha
- płk dypl. Józef Kobyłecki (od 20 X 1941)

Dowódcy saperów
- ppłk Stanisław Perko (od 1 I 1941)
- płk dypl. Henryk Bagiński (od III 1941)

- dowódca artylerii – gen. bryg. Otton Krzisch (od 24 I 1941)
- szef duszpasterstwa – ks dziekan Antoni Miodoński (od 17 IX 1940[8])

Sztab
- szefowie sztabu
  - ppłk dypl. art. Bronisław Maszlanka (do 5 X 1940 → szef sztabu dowódcy artylerii I Korpusu[9])
  - ppłk dypl. piech. Gustaw Łowczowski (od 5 X 1940[9])
- szef Oddziału I – ppłk dypl. Władysław Huza (od 22 IV 1914 – ppłk Władysław Czuma)
- szef Oddziału II – mjr dypl. Józef Słomowski (od 6 XII 1940 – mjr Leopold Szumski)
- szefowie Oddziału III
  - mjr dypl. Józef Perzyński (do 13 IX 1940 → Oddział I Sztabu NW[10])
  - mjr dypl. Józef Klepaczko (od 1 X 1940[11])
- szefowie Oddziału IV
  - mjr dypl. Józef Klepaczko
  - ppłk dypl. Leopold August Bogochwalski (od 23 IX 1940[12])
  - mjr dypl. Józef Słomowski (od 6 XII 1940)
  - mjr Zenon Słowiński (od 22 IV 1941)
- dowódca łączności – mjr Zygmunt Ireneusz Gordon
- szef sanitarny - ppłk lek. dr Zygmunt Żołędziowski (od 11 IX 1940[10])
- szef służby uzbrojenia - ppłk inż. Lucjan Marceli Małachowski (od 13 IX 1940[13])
- komendant Kwatery Głównej – ppłk Władysław Czuma
- Referat Przeciwgazowy
  - drużyna odkażająca (od 25 III 1941)
- Referat Oświatowy